# Bataille de Saint-Lô
Notes
500 civils tués
Seconde Guerre mondiale
Batailles
Opérations de débarquement (Neptune)
- Tonga (Deadstick, Batterie de Merville)
- Albany (Chicago, Manoir de Brécourt)
- Boston (Detroit)
- Utah Beach
- Omaha Beach (Pointe du Hoc)
- Gold Beach
- Juno Beach
- Sword Beach

Secteur anglo-canadien
- Caen
- Authie
- Perch (Villers-Bocage)
- Putot
- Bretteville-l'Orgueilleuse
- Norrey
- Mesnil-Patry
- Martlet
- Epsom
- Windsor
- Charnwood
- Jupiter
- Atlantic
- Goodwood
- Crête de Verrières
- Spring
- Bluecoat
- Totalize
- Tractable

Secteur américain
- Carentan
- Cotentin
- Cherbourg (Bombardement)
- Bataille des Haies (Elle, Saint-Lô, La Haye-du-Puits)
- Cobra
- Mortain

Fin de la bataille de Normandie et libération de l'Ouest
- Rennes
- Saint-Malo
- Brest
- Poche de Falaise
- Chambois
- Paris

Mémoire et commémorations
- Cimetières militaires de la bataille de Normandie
- Commémorations du 70e anniversaire
- Projet UNESCO de classement des plages

La bataille de Saint-Lô est un des trois épisodes de la bataille des Haies qui eut lieu du 9 au 24 juillet 1944, juste avant l'opération Cobra.

## Contexte historique (L'occupation)
La France est envahie en 1940 et la 7e Panzerdivision, commandée par Rommel, entre en Normandie. L'objectif étant la prise du port de Cherbourg, le centre manchois est épargné et Saint-Lô se rendra dans la nuit du 17 juin 1940. Pendant l'occupation, la statue de la Laitière normande, réalisée par Arthur Le Duc est déboulonnée et fondue, dans le cadre de la mobilisation des métaux non ferreux, malgré l'opposition des élus locaux.
En mars 1943, les Allemands décident de creuser un souterrain sous le rocher. À ce jour, personne ne sait quelle aurait été l'utilité de ce souterrain, ni de celui creusé au même moment sous l'Institut d'Agneaux. Des ouvriers issus du STO seront requis jusqu'au début de la bataille de Normandie.
Ensuite, le souterrain, en chantier, accueillera les malades de l'hôtel-Dieu situé juste en face et une partie de la population saint-loise. Un soldat allemand est abattu en janvier 1944 et plusieurs Saint-Lois sont arrêtés ; cinéma, théâtre et bars sont fermés, les postes de TSF confisqués et le couvre-feu est avancé à 20 heures.

## Bombardements
Le soir du débarquement, dans la nuit du 6 au 7 juin 1944, les Américains bombardent la ville, située à un carrefour stratégique mais de relative importance. 
Le premier bombardement de 19 h 55 touche plusieurs établissements et services publics : banque de France, prison, mairie, gendarmerie, les archives et l'hôpital Bon Sauveur, ainsi que le bas de la rue Dagobert, la rue de la Marne et la rue Havin.

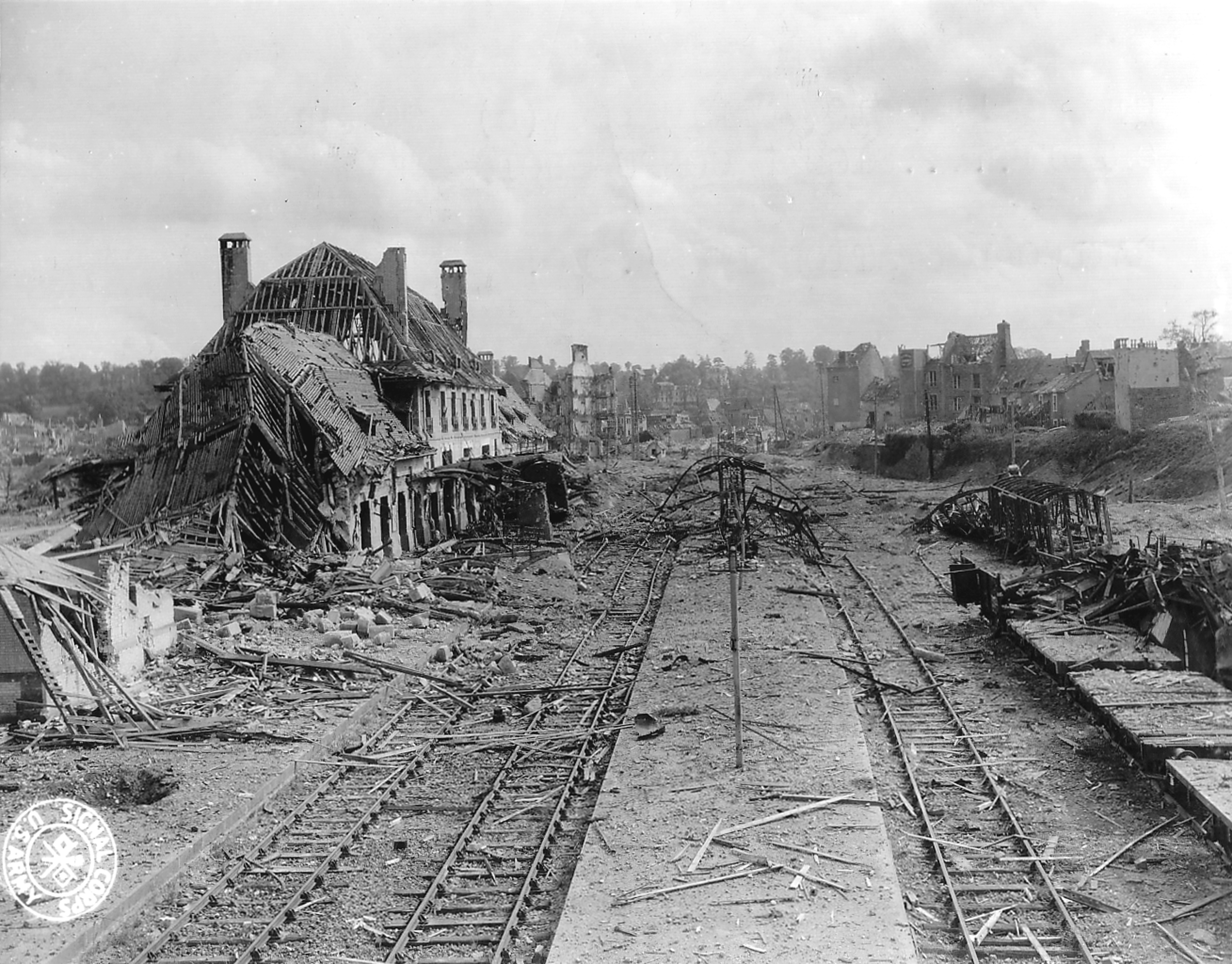
Ruines de la gare.

Le raid est alors concentré sur la gare ferroviaire et la centrale électrique. 
Il faut empêcher les renforts allemands stationnés en Bretagne de pouvoir remonter sur le front. Des tracts d’avertissement largués la veille sont dispersés par le vent sur les communes voisines. À la prison, plus de 200 prisonniers dont 76 patriotes périssent enfermés (de nos jours, seule subsiste la porte de l'édifice). On compte plus d’un millier de morts.
Le 15 juin, onze personnes du réseau de résistance P.T.T. de Saint-Lô tombent sous les balles allemandes sur la petite commune de Beaucoudray.

## Capture de la ville
La conquête de Saint-Lô est confiée au XIXe corps de la première armée américaine, placé sous le commandement du général Corlett. Le 15 juillet 1944, elle regroupe :
- La 29e division placée sur la route de Bayeux, près de Martinville. Elle a à sa tête le général Charles H. Gerhardt.
- La 30e division placée sur la route de Périers, près du Mesnil-Durand commandée par Leland Hobbs.
- La 35e division placée sur la route d'Isigny, éprouvant des difficultés à Pont-Hébert, commandée par Paul W. Baade (en).

En face, deux corps d'armée allemande sont sur le front de Saint-Lô : la 352e division d'infanterie commandée par le général Dietrich Kraiß et la 3e division du 2e corps de parachutistes commandée par le général Eugen Meindl.
La 29e division attaque le secteur Nord-Est de Saint-Lô, près de la Madeleine. Un bataillon dirigé par le major Bingham, dit le « bataillon perdu », se retrouve isolé pendant toute une journée sans munitions et avec peu de nourriture. On compte 25 blessés et seulement trois infirmiers alors que les forces allemandes sont toutes proches. Des avions ont même dû larguer des poches de plasma. La colline de Martinville est quant à elle « arrosée » continuellement par l'artillerie allemande. Le 17 juillet, le 3e bataillon du major Thomas D. Howie rejoint vers 4 h 30 le bataillon perdu. Caché sous la végétation, le 3e bataillon a pour ordre de ne pas riposter aux tirs ennemis et de ne se servir que de la baïonnette. La jonction est réussie, mais un obus de mortier éclate près du major Howie, le touchant mortellement. La position est alors lourdement attaquée, empêchant un quelconque mouvement dans la journée.

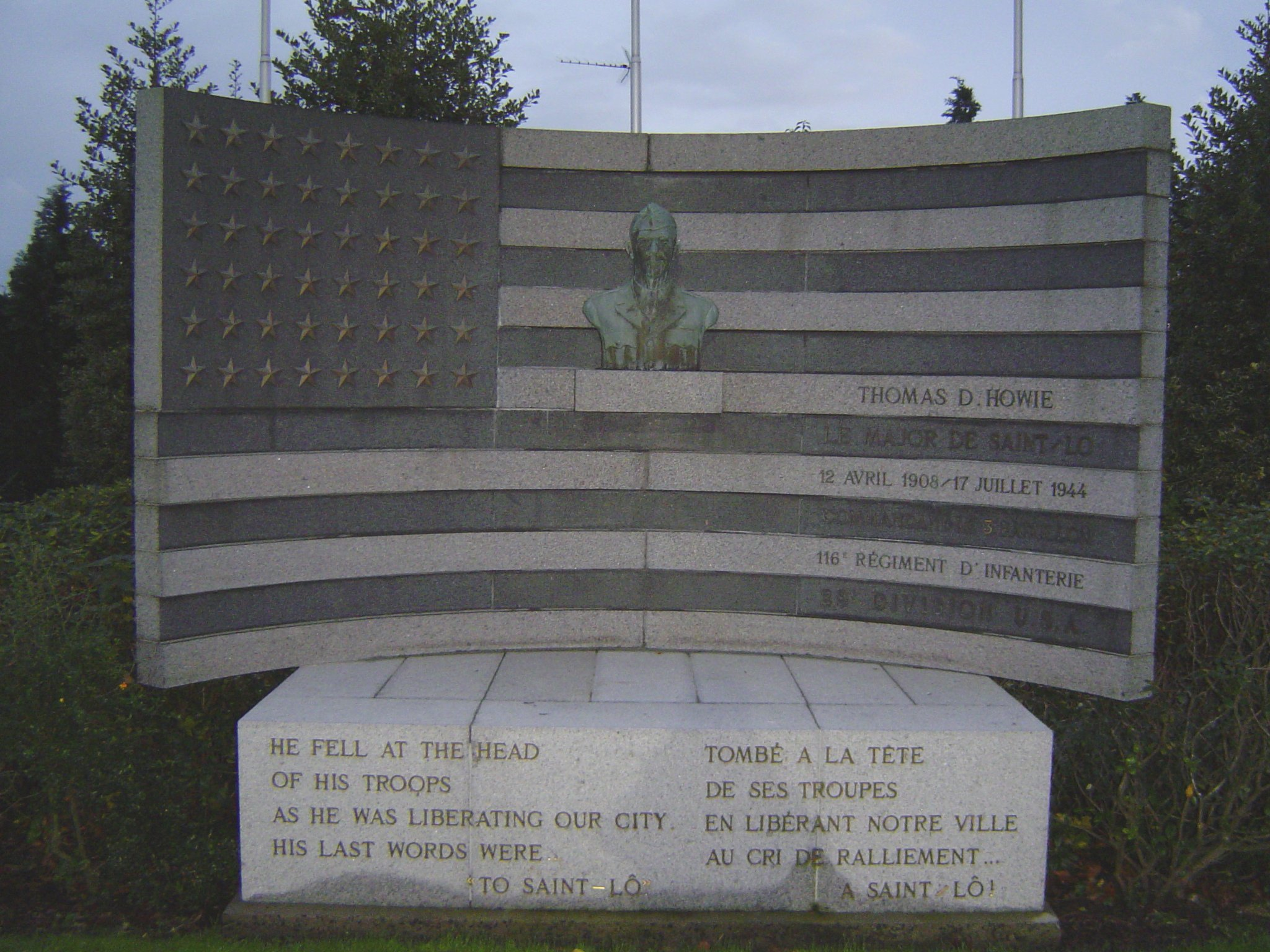
Le monument du major Howie.

Le 17 juillet, le capitaine Puntenney demande l'appui de l'artillerie et de l'aviation pour disperser les troupes allemandes. Les GI, à court de munitions, prennent tout de même le carrefour de La Madeleine grâce à un dépôt de mines, abandonné des Allemands. Le 115e, quant à lui, contourne La Luzerne pour se déployer dans le bas de la vallée de la Dollée. Le 18 juillet, une compagnie du 116e rétablit la jonction avec la position de La Madeleine et les Allemands se replient à l'Ouest vers Rampan. Un groupe d'opération est placé sous la direction du général Norman Cota pour former la Task Force C. Vers 15 heures, les blindés longent la route d'Isigny, suivis des rangs de soldats. Ils arrivent à Saint-Lô par le quartier de la Bascule, près de l'église Sainte-Croix. L'armée se regroupe sur la place du Champ-de-Mars et contrôle les points stratégiques de l'Est de Saint-Lô (route de Carentan, route de Torigni, route de Bayeux) vers 18 heures. Surpris par la rapidité, les Allemands n'opposent que peu de résistance. Repliée sur le versant d'Agneaux, l'artillerie allemande pilonne les carrefours saint-lois, notamment celui de La Bascule, blessant plusieurs officiers dont le général Cotta. Ainsi, le major Glover S. Johns, commandant le 1er bataillon du 115e, décide d'installer le poste de commandement dans le cimetière, dans le sous-sol du caveau funéraire de la famille Blanchet. On dépose la dépouille du major Howie sur les restes du clocher de Sainte-Croix pour rendre hommage à son courage, lui qui s'était promis d'être le premier soldat à entrer dans la ville. Le lendemain, les soldats arpentent les rues pour débusquer les tireurs allemands, qui tentent sans succès une contre-attaque dans la nuit du 20. À 4 h 40, la 29e division laisse la ville au contrôle de la 35e division.
La ville est totalement libérée le 25 juillet.

## Postérité
En souvenir de cette dure bataille, le nom de Saint-Lô a été donné le 10 octobre 1944 à un porte-avions d'escorte de l'US Navy, l'USS Midway. À son entrée en service le 23 octobre 1943, il est le plus grand porte-avions américain de l'époque et il est baptisé du nom de la grande victoire aéronavale de Midway. Renommé USS St. Lo, il connaît un destin funeste : quinze jours plus tard, le 25 octobre 1944, lors de la bataille du golfe de Leyte, il est le premier porte-avions coulé par une attaque kamikaze.
La chapelle de la Madeleine abrite un mémorial des 29e et 35e divisions de l'armée américaine qui ont libérés la ville.